# Derrinturn
Derrinturn är en ort i republiken Irland.   Den ligger i grevskapet Kildare och provinsen Leinster, i den centrala delen av landet, 50 km väster om huvudstaden Dublin. Derrinturn ligger 86 meter över havet och antalet invånare är 1 541.
Terrängen runt Derrinturn är mycket platt. Runt Derrinturn är det ganska glesbefolkat, med 39 invånare per kvadratkilometer. Närmaste större samhälle är Edenderry, 7,2 km väster om Derrinturn. Trakten runt Derrinturn består i huvudsak av gräsmarker.